# Кочетова, Любовь Кузьминична
Любовь Кузминична Кочетова (12 июля 1929, Борисов, Минский округ — 4 ноября 2010, Тула) — советская велогонщица, первая чемпионка мира по трековому велоспорту в индивидуальной гонке преследования, восьмикратная рекордсменка мира, заслуженный мастер спорта СССР (1958), заслуженный тренер РСФСР (1967). Заслуженный работник физической культуры РСФСР (1987).

## Биография
Родилась в семье служащего.
Заочно окончила Ленинградский институт физкультуры им. П. Ф. Лесгафта (1954).
Выступать в велосипедных соревнованиях на треке начала в 1949 г. Проходила подготовку под руководством ленинградского тренера Дмитрия Пантелеймоновича Полякова.
Первая из советских велосипедисток чемпионка мира в индивидуальной гонке преследования (1958). Чемпионка СССР в индивидуальной гонке преследования — 1954—1956, 1958; в командной гонке преследования — 1950—1952, 1954, 1960, 1962; в групповой гонке — 1952, 1955, в гонках на шоссе — 1950 (СССР) и 1953, 1954 (РСФСР); 16-кратная чемпионка Советского Союза, 25-кратная чемпионка РСФСР. Неоднократная рекордсменка мира и СССР в гонках на средние дистанции.
Вершиной спортивной карьеры спортсменки стала победа в 1958 г. на первом первенстве мире среди женщин в индивидуальной трековой гонке преследования на 3 км. В том же году ей было присвоено звание «Заслуженный мастер спорта СССР».
Многие годы работала старшим тренером в спортивном обществе «Динамо», в сборной женской команде СССР и России по велоспорту, председателем областной федерации велоспорта (1976—1986), членом федерации республиканского и всесоюзного комитетов физкультуры по велоспорту, старшим тренером, заведующей методическим отделом, заместителем директора Тульской школы высшего спортивного мастерства при тульском велотреке.
В 1967 г. Л. К. Кочетовой присвоено звание «Заслуженный тренер РСФСР», в 1982 г. — национального комиссара по велоспорту, а в 1987 г. за заслуги в развитии физической культуры и спорта — звание «Заслуженный работник физической культуры РСФСР».
В 1959—1987 гг. избиралась депутатом Тульского горсовета.
На протяжении многих лет была председателем правления созданного несколько лет назад Тульского добровольного общества «Жители блокадного Ленинграда».
В 1994 г. Л. К. Кочетовой было присвоено звание почётного гражданина города-героя Тулы.
Скончалась в ноябре 2010 года .

## Награды
- Медаль «За трудовую доблесть» (27.04.1957) — «за успехи, достигнутые в деле развития массового физкультурного движения в стране, повышения мастерства советских спортсменов, и успешное выступление на международных соревнованиях»